# Lenilton
Lenilton José da Silva (Rio de Janeiro, 11 de junho de 1962) é um músico, militar, cantor e compositor de música cristã contemporânea brasileira. É conhecido principalmente por ser ex-integrante da banda Novo Som da qual foi um dos fundadores e principal compositor.

## Biografia
Em 1970 foi interno pela FEBEM - Fundação Estadual do Bem Estar do Menor, onde permaneceu até a idade de 18 para 19 anos. Em 1981 saiu para servir as forças armadas nas fileiras da Força Aérea Brasileira, onde seguiu carreira e chegou ao posto de Sub Oficial e foi contramestre de música. Iniciou carreira artística em 1973, quando aos onze anos ingressou na banda do colégio interno onde estudava. No ano de 1977, ao lado de outros alunos e funcionários da escola, formou o conjunto de baile do colégio. Converteu-se ao evangelho no ano de 1981.
Tocou no grupo Sonata, da Igreja Batista de Padre Miguel (IBPM), até que, em 1982, ao lado de Alex Gonzaga, criou o grupo Novo Som, um dos mais populares da música evangélica, com o qual lançou 11 discos. O primeiro disco, Um Novo Som para Cristo, foi lançado em 1988 pela gravadora Favoritos Evangélicos. De 1990 a 1999, com o grupo Novo Som, gravou oito discos pelo selo NS Records, incluindo os sucessos evangélicos Pra Você, Meu Universo e Não é o Fim. Em 2000, Novo Som foi contratado pela gravadora MK Music, pela qual lançou ainda mais dois trabalhos inéditos, Herói dos heróis e Um Dia a Mais, sendo este último, o derradeiro álbum de Lenilton como integrante da banda Novo Som, lançado em 2002.
Em 2004, Lenilton formou a banda Rota 33, com Adriano (voz), Jorjão Barreto (teclados e vocal), Valmir Aroeira (guitarra e vocal), Moisés Costa (violão e vocal), Dilson Villa Nova (Bateria e vocal). Juntamente com o Rota 33, lançou o primeiro CD do grupo em 2006 intitulado Inabalável, destacando-se com o hit "Pra voltar atrás", de autoria sua em parceria com o cantor Val Martins. A canção foi inserida no Dicionário Cravo Albin da Música Popular Brasileira como obra brasileira reconhecida. 
No decorrer de 2009, após 6 anos de sua saída do Novo Som, Lenilton libera uma nova composição romântica para a banda, a qual fez parte do repertório o CD Estação de Luz.
Em 2011, Lenilton grava o projeto Para Sempre: Lenilton & Amigos com antigas composições suas da época do Novo Som em novas versões interpretadas por Leonardo Gonçalves, Álvaro Tito, Sérgio Lopes, Michael Sullivan, Marquinhos Gomes, Rosanah Fienngo, Mattos Nascimento, Raquel Mello e Rota 33.
Em 2013, com o lançamento da coletânea Novo Som para Sempre, em 3 (três) volumes pela gravadora Mess Entretenimento, Lenilton é convidado para fazer uma participação especial na gravação do DVD 25 Anos - Escrevendo Histórias em comemoração aos 25 anos de carreira da banda.
No ano de 2014, Lenilton libera uma composição inédita em parceria com Val Martins chamada Espelho para este projeto com o Novo Som. A canção foi lançada como single nas plataformas digitais e também contou um lyric vídeo em parceria com a Mess Entretenimento.
Em agosto de 2015, Lenilton divulga uma nota oficial em sua página pessoal no Facebook com o intuito de esclarecer as polêmicas que até hoje envolvem sua saída da banda. Na nota, o músico falou sobre os atritos que ele sofreu por parte de alguns membros do grupo e também sobre sua decisão de extinguir toda e qualquer parceria musical sua com o Novo Som, inclusive, proibindo a banda de executar suas composições a partir daquela data.
Em 2016, Lenilton, Marcos Kinder, Val Martins e Sérgio Knust anunciaram a formação da banda KSLV, o primeiro supergrupo surgido no meio evangélico, ou seja, uma banda formada por músicos famosos que passaram por outros projetos.Em Outubro do mesmo ano, lançam o álbum Conceito contendo dez faixas, assinadas pelos músicos. O projeto foi interrompido em 2018 devido falecimento de Sérgio Knust em um acidente.
Em 2019 nasce o projeto Lenilton, Natinho & Cia, juntos com Leynho e Dilson Villanova na missão de resgatar a música cristã dos anos 80/90 de forma contemporânea, levando a identidade sem perder o foco do evangelismo pela música. Neste ano lançaram o remake da música Deixa Brilhar a Luz e as inéditas Dá pra Voltar a Sorrir e O Som do Coração. Em 2020 lançam o remake de Em Nome da Paz e a inédita O Caminho do Sol (Ele Vive).
Através de suas diversas composições e parcerias musicais, Lenilton teve seu nome inserido no Dicionário Cravo Albin da Música Popular Brasileira, obra que reúne autores, intérpretes, grupos e artistas consagrados da música popular brasileira.

## Discografia

### Novo Som
- 1988 - Um Novo Som para Cristo
- 1990 - Pra Você
- 1992 - Passaporte
- 1993 - Luz
- 1994 - Ao Vivo Vol.1
- 1995 - De Coração
- 1997 - Meu Universo
- 1999 - Não é o Fim
- 1999 - Ao Vivo Vol.2
- 2000 - Herói dos heróis
- 2002 - Um Dia a Mais
- 2013 - Para Sempre (Vol.1, 2 e 3)
- 2014 - Espelho (Single)
- 2016 - 25 Anos - Escrevendo Histórias

### Rota 33
- 2006 - Inabalável

### Lenilton & Amigos
- 2011 - Para Sempre: Lenilton & Amigos

### KSLV
- 2016 - Conceitos

### Lenilton, Natinho e Cia
- 2019 - Deixa Brilhar a Luz (single)
- 2019 - Dá pra Voltar a Sorrir (single)
- 2019 - O Som do Coração (single)
- 2020 - Em Nome da Paz (single)
- 2020 - O Caminho do Sol (single)

## Videografia

### Novo Som
- 1997 - Ao Vivo no Imperator
- 2015 - Espelho (lyric vídeo)
- 2016 - 25 Anos - Escrevendo Histórias

### KSLV
- 2016 - O Leão de Judah (Clipe)

### Lenilton, Natinho e Cia
- 2019 - Deixa Brilhar a Luz (Clipe)

## Prêmios coletivos e individuais
- Troféu Imprensa, da Folha Cristã como Melhor Banda Gospel de 1994
- Melhor Capa em LP de 1994 (disco "Luz")
- Melhor Banda de 1995, pela revista Folha Cristã
- Disco de Ouro, como Melhor Música ("Escrevi" de autoria de Lenilton), de 1995
- Troféu Imprensa, da Rádio 105 FM, como Melhor Banda de 1995
- Troféu Imprensa, da Rádio 105 FM, como Melhor Compositor 1995
- Prêmio de Melhor Banda de 1995, da Rádio Cidade FM, de Belo Horizonte
- Prêmio de Melhor Banda de 1999, da Rádio Cidade FM, de Belo Horizonte
- Disco de Ouro, pela tiragem inicial de 100 mil cópias do álbum Herói dos Heróis
- Disco de Ouro - Um Dia a Mais (álbum de Novo Som) de 2002 (Mais de 60 mil cópias vendidas)

## Parcerias e composições cedidas a outros artistas
- Um Sonho a Mais - álbum O Encontro de Val Martins (parceria com Val Martins)
- Flores do Amor - álbum Dê Carinho de Cristina Mel
- Nossa História - álbum Tudo por Você de Cristina Mel
- Escrevi - álbum Eternamente (álbum de Cristina Mel)
- Por Amor - álbum Meu Clamor de Denise Cerqueira
- Águas Claras - álbum Proteção de Val Martins (parceria com Val Martins)
- O Sonho Não tem Fim - álbum Um Passo ao Céu de Pamela (cantora)